# Mariano Moreno García
Mariano Anastasio Moreno García, OSA (Milagros, Burgos, 7 de septiembre de 1938-Madrid, 16 de agosto de 2023) fue un obispo católico español. Fue el obispo de Cafayate (Argentina), entre 2008 y 2014.

## Biografía
Nació en la localidad burgalesa de Milagros. El 27 de julio de 1961 hizo sus votos agustinos. Fue ordenado sacerdote el 9 de julio de 1964 por Vicente Enrique y Tarancón, arzobispo de Oviedo, en el marco del Congreso Eucarístico Nacional de España. Tras concluir la licenciatura en Ciencias de la Educación en la Universidad de Salamanca, fue nombrado vicerrector del seminario. Posteriormente fue maestro de profesos (1969-1977), consejero provincial (1977-1983), secretario provincial (1978-1983) y superior provincial de la provincia religiosa española y superior del monasterio de Burgos (1983-1991).
En 1996 fue destinado a Argentina, donde se dedicó a la pastoral en la prelatura territorial de Cafayate. El papa Benedicto XVI lo nombró obispo prelado de Cafayate el 17 de noviembre de 2007. Fue ordenado obispo el 9 de marzo de 2008 en esa ciudad salteña por Adriano Bernardini, nuncio apostólico, quien fue el consagrante principal. Los coconsagrantes fueron el arzobispo de Salta, Mario Antonio Cargnello,  y el obispo prelado emérito de Cafayate Cipriano García Fernández OSA.
El 17 de noviembre de 2007 fue preconizado como prelado territorial de Cafayate. Fue consagrado obispo el 9 de marzo de 2008, iniciando así su ministerio pastoral como tercer obispo prelado de Cafayate. Su lema episcopal fue: "Para que todos sean uno". El 10 de febrero de 2014 el papa Francisco aceptó su renuncia por motivos de edad.
En 2017 regresó a España con la salud muy deteriorada. Falleció en el madrileño Hospital de La Moncloa, el 16 de agosto de 2023, a los 84 años de edad y tras 65 de vida religiosa.